# Дун'юемяо
Дун'юемяо (кит.: 北京东岳庙, піньінь: Běijīng Dōngyuè Miào) — старовинний даоський храм в Пекіні, присвячений духу гори Тайшань — Східному піку (东岳, Дун'юе).

## Історія
Засновано у 1319 році чиновником і послідовником вчення Школи Небесних Наставників Чжан Люсунєм (1248—1321). Він зібрав гроші на будівництво і придбав землю для храму, але незабаром помер. Будівництво продовжив його учень, даоський наставник У Цюаньцзе (1269—1346).
У 1322 році було завершено будівництво парадних залів і головних воріт храму. 1325 року отримав назву храм Жень Шен. У 1447 році, за володарювання імператора Чжу Цічженя з династії Мін, храм було відремонтовано і отримав свою нинішню назву. 1575 року розширено територію комплексу.
В період династії Цін Дун'юемяо було розширено і двічі перебудовувався — у 1698 році, за панування імператора Кансі, і в 1761 році, за імператора Цяньлуна.
Значної шкоди Храму Східного піку було завдано в роки культурної революції 1966—1976 років. Багато приміщень було зруйновано, інші використовувалися під школу, урядові установи і навіть житло.
Постановою Державної Ради № 4-113 від 20 листопада 1996 року був оголошений Національним надбанням і незабаром почалися реставраційні роботи. До 2002 року Дун'юемяо було відновлено, загальна сума витрат склала 5,8 млн юанів. Остаточно відкрито 3 травня 2008 року.

## Опис
Займає площу в 4,7 га. Він розділений на 3 внутрішні двори, загальне число приміщень становить 376. Навпроти основного храму стоять «Скляні арки» (琉璃 牌坊 Люлі пайфан) з трьома проходами, вкриті зеленою і жовтою глазурованою плиткою, що належать до храмового комплексу.
Головним скарбом храму є колекція кам'яних скрижалей. Спочатку їх було близько 140, вони датувалися епохами Юань, Мін, Цін і періодом Китайської республіки. До теперішнього часу відновлено 90. На одній з них викарбувано написи відомого каліграфа, художника і державного діяча Чжао Менфу, де розповідається про життя засновника храму Чжан Люсуня. Загалом з 3000 стел натепер збережено 1000.
Спочатку, за вхідними брамами знаходиться перший двір, який завершують воротами Чжаньдаймень (瞻岱门). На стінах розвішані благі побажання, найбільш часто зустрічається ієрогліф 福 (фу) — щастя. Біля Чжаньданьмень виставлені садові бонсаї в діжках.
Пройшовши воротами Чжаньдаймень, відвідувач опиняється у великому дворі. До павільйону Дайюедянь 岱岳 殿 (Павільйон гори Тайшань), що є головним в комплексі, веде дорога, яка називається Шеньлу (神 路, «Божественна вулиця»).
З двох сторін від Божественної дороги знаходяться павільйони з табличками (御 碑亭 Юйбейтін), написані власноруч цінським імператором Цянлуном. Перед західним павільйоном (ліворуч) знаходиться статуя яшмових коне (玉马 Юйма). Вважається, що якщо доторкнутися до неї, то вона дарує щастя та успіх у бізнесі.
У східного павільйону (праворуч) — «Мідний віслюк» (铜特 Тунте): у нього голова коня, тулуб віслюка, хвіст мула і копита бика. Китайці вірять, що якщо до нього доторкнутися, він збереже від усяких бід й забезпечить щасливе майбутнє. В іншому павільйоні є рахівниця, по яким відраховуються добрі і злі діяння людини, відповідно до яких вирішується посмертна доля.
У храмі три основні зали: Юйде (育德殿), Дайцзунбао (岱宗宝殿) і Юйхуан. Уздовж центрального двору тягнеться низка невеликих кімнат, відкритих зовні, де знаходяться гіпсові статуї даоських божеств, розподілені по різним напрямкам.
По внутрішньому периметру храму розташовані 76 кімнат-ніш зі статуями даоського пантеону (七 十六 司 цішилю-си). Саме стільки, 76 департаментів, існує в даоської пантеоні. Кожен департамент відповідальний за будь-який аспект життя людини, зокрема департаменти земних богів, суддів намірів, своєчасного впливу, супроводу до раю, богів дощу, дверів, тварин, з реалізації 15 видів насильницької смерті.
Наприкінці Божественної вулиці височіє Павільйон гори Тайшань (岱岳 殿 Дайюедянь). Поруч — кам'яні стели й стрічки з побажаннями.
Храм належить даоської Школі Істинної Єдності (正 一道 Чжен'ідао), заснованої в епоху Сун і продовжує традиції Школи Небесних Наставників (天师 道 Тяньшідао).
В даний час Дун'юемяо охороняється державою, тут проводяться служби. Також в його стінах розміщується Пекінський музей фольклору (民俗 展览 Міньсу чжаньлань).

## Розташування
Проїзд підземною дорогою до станції Чаоянмен (朝阳 门, лінія 6), далі пройти вулицею в східному напрямку близько 700 метрів.